# Klokke Roeland (lied)
Klokke Roeland is een lied uit 1877 over de Klokke Roeland, een klok in Gent. Het is het officiële lied van de stad Gent. De openingszin "Boven Gent rijst..." is bij veel Vlamingen bekend. 
Het lied is geschreven door Johan De Stoop, gebaseerd op een 19e-eeuws lofdicht over de klok door dichter Albrecht Rodenbach. Rodenbach verwijst in de tekst naar de Gentse volkshelden Jan Hyoens en Jacob van Artevelde en roemt de wijze waarop de klok in het verleden de stad voor brand gewaarschuwd heeft.
August Ghequiere nam het lied op in zijn bloemlezing Een vijftig Vlaamse liederen (1877). Het lied werd ook opgenomen in de populaire liedbundel Kun je nog zingen, zing dan mee en in de Gentse Studentencodex en het Studenten-liederboek van Groot-Nederland, verzameld door Frits R. Coers (1897).
De Strangers parodieerden het nummer als Bove de stad, stinkend plat op hun plaat Trekkersliekes.

## Volledige tekst
Boven Gent rijst eenzaam en grijsd
't Oud Belfort, zinbeeld van 't verleden.
Somber en grootsch, steeds stom en doodsch
Treurt de oude Reus op 't Gent van heden.
Maar soms hij rilt en eensklaps gilt
Zijn bronzen stemme door de stede.
Trilt in uw graf, trilt Gentsche helden,
Gij Jan Hyoens, gij Artevelden.
Mijn naam is Roeland, 'k kleppe brand
En luide storm in Vlaanderland!
Een bont verschiet schept 't bronzen lied
Prachtig weer toov'rend mij voor de oogen
Mijn ziel erkent het oude Gent
't Volk komt gewapend toegevlogen.
't Land is in nood, "vrijheid of dood"
De gilden komen aangetogen.
'k Zie Jan Hyoens, 'k zie d' Artevelden
En stormend roept Roeland de helden.
Mijn naam is Roeland, 'k kleppe brand
En luide storm in Vlaanderland!
O heldentolk, o reuzenvolk
O pracht en macht van vroeger dagen!
O bronzen lied, 'k wete uw bedied
En ik versta 't verwijtend klagen.
Doch wees getroost, zie 't oosten bloost
En Vlaand'rens zonne gaat aan 't dagen.
Vlaanderen den Leeuw! Tril, oude toren
En paar uw lied met onze koren.
Zing: ik ben Roeland, 'k kleppe brand
Luide triomfe in Vlaanderland!
- Tekst: Albrecht Rodenbach
- Muziek: Johan De Stoop